# Hilla
 (août 2021).
Si vous disposez d'ouvrages ou d'articles de référence ou si vous connaissez des sites web de qualité traitant du thème abordé ici, merci de compléter l'article en donnant les références utiles à sa vérifiabilité et en les liant à la section « Notes et références ».
Al-Hilla (en arabe : الحلة (al-ḥilla)), également écrit Hilla, Al-Ḩillah ou Hillah, est une ville du centre de l'Irak, située sur l'Euphrate, à 100 km au sud de Bagdad. Sa population est estimée à 364 700 habitants en 1998. C'est la capitale de la province de Babil. Elle est située près des antiques cités de Babylone, Borsippa et Kish, dans une région principalement agricole intensivement irriguée grâce à l'eau pompée directement dans le fleuve. On y produit une grande variété de céréales, de fruits et de matières textiles.
La ville de Hilla fut un temps un centre religieux d'éducation chiite. Les imamites duodecimains "prétendent que leur douzième imam, c'est-à-dire Ibn al Hasan al Askari, qu'ils surnomment al Mahdi, se retira dans la cave de leur maison à al Hilla et fut dérobé aux regards..." (Ibn Khaldun, la muqaddima -- les prolégomènes --III, XXV).
La tombe d'Ézéchiel, prophète de l'Ancien Testament, est située dans un village des environs. La ville, fondée en 1101, devint un centre administratif important sous les empires ottoman et britannique.
La ville fut le théâtre de combats meurtriers en 1920, lorsque 300 soldats britanniques du Manchester Regiment y furent massacrés. C'est par ailleurs le lieu de naissance de Mohammed Said al-Sahhaf, emblématique ministre de l'information irakien lors de l'invasion de l'Irak en 2003.

## L'après-guerre
Hilla fut la scène d'affrontements relativement violents lors de la troisième Guerre du Golfe, essentiellement autour du 1er avril 2003. Les forces irakiennes composées de la Division Medina et de la garde républicaine irakienne subirent la perte, difficile à préciser, de plusieurs centaines de soldats lors d'un combat féroce les opposant aux soldats des États-Unis. Après cette bataille, les soldats de l'US Army se dirigèrent vers Bagdad, laissant à l'US Marine Corps le soin de pacifier  Hilla.
Peu après l'invasion, de nombreux autochtones ont révélé et situé la présence d'un charnier près d'Hilla, contenant les corps de milliers d'Irakiens assassinés par les forces de sécurité de Saddam Hussein, en répression du soulèvement populaire dirigé contre son gouvernement, en 1991. Ce sont les citoyens et les membres locaux de l'ORHA qui ont exhumé les corps des victimes du massacre.
La première division de US Marines a établi une base dans l'un des palais de Saddam Hussein, situé à environ 1,5 kilomètre au nord d'Hilla, érigé sur le site historique de Babylone ; sa construction avait fait disparaître des vestiges archéologiques de la ville antique.
La 372e compagnie américaine de police militaire s'efforça de faire appliquer la loi et l'ordre et s'occupa de l'entraînement des forces de police irakienne dans la ville, de juin 2003 à octobre 2003; elle fut par après chargée de la surveillance de la prison d'Abu Ghraib.
La ville, relativement paisible quelque temps après l'invasion, fut très vite le théâtre de nombreuses attaques à la bombe. En février 2004, les résistants échouèrent dans l'attaque au camion piégé d'un camp contrôlé par les troupes polonaises. Un attentat très meurtrier à la voiture piégée eut lieu dans cette ville le 28 février 2005, causant la mort de 125 personnes à l'extérieur d'un hôpital. Le 30 mai 2005, deux kamikazes tuèrent 31 personnes (nombre d'entre elles appartenaient aux forces de police) et en blessèrent 108 autres.
La ville possède une bonne équipe de basket-ball, qui a gagné le premier championnat national de l'ère post-Saddam.

### Documentaire
- Retour à Babylone, film documentaire tourné à Hilla en 2002, par Abbas Fahdel, de retour dans sa ville natale.